# Departamento Rivadavia (Santiago del Estero)
Rivadavia es un departamento en la provincia de Santiago del Estero (Argentina).
Según estimaciones del INDEC en el año 2005 tenía 5.173 habitantes.

## Límites
La ley provincial N.º 353, que fue sancionada el 11 de noviembre de 1911, dividió el territorio de la provincia en departamentos, estableciendo los siguientes límites para el Departamento Rivadavia:

Llevará el nombre de Departamento Rivadavia, la tercera sección del actual Departamento General Belgrano, y la parte del Departamento Salavina al Sud del Paralelo treinta.

 Se encuentra en el extremo sudeste de la provincia. 

## Historia
Históricamente este departamento es nuevo institucionalmente formada por lo que antes fue Salavina, Belgrano y Quebrachos. En su territorio estuvieron emplazados de sur a norte, una línea de Fortines en el siglo XIX defendían el sector pampeano de la defensiva nación de los abipones que incursionaban por allí.
La mayoría del territorio fue poblada por inmigrantes europeos, tal como lo demuestran las distintas colonias que forman parte del departamento.

## Geografía
Se ubica al sudeste de la provincia, limitando al norte con los departamentos Aguirre y Belgrano, al sur con la provincia de Córdoba, al este con la provincia de Santa Fe y al oeste con los departamentos Quebrachos y Aguirre.
El departamento tiene 3.402 km², un 2,4 % del total de la superficie provincial, siendo por superficie el 17.º departamento dentro de las 27 jurisdicciones en que se divide políticamente la provincia.

## Población
Según el censo del año 2001, en el vivían 4.916 habitantes, el 0,61 % del total provincial. Con respecto al censo de 1991 se observa un leve descenso en el peso poblacional prelativo (que en tal censo ascendía al 0,70 %).

## Localidades
La cabecera departamental es la localidad de Selva, distante a 337 km de la ciudad Capital, llegando a la misma por la RN 34. Esta localidad cuenta con 2.543 habitantes, un 51 % del total departamental.
Otras localidades importantes dentro de este departamento son Colonia Alpina, Palo Negro, Selva, Argentina, Malbrán.

## Economía
Es una zona tambera, productora de derivados de la leche. La actividad económica está centrada en la cría de bovinos, caprinos, porcinos y lanares, además se practica el cultivo de cebada, trigo, zapallo, centeno, sorgo granifero, y maíz. La población ocupada del departamento es de 1.002 personas, un 20,38 % de la población total. Según datos del último censo, el que sigue es el perfil ocupacional del departamento:

## Sismos de Santiago del Estero
El 1 de enero de 2011 (14 años), 21 de febrero y el 2 de septiembre de 2011, varias extensas áreas fueron epicentro de sismos de 7,0; 5,9; y 6,9 grados en la escala de Richter, aunque sin causar daños ni víctimas, pues se registraron a profundidades de 600 km; y los movimientos telúricos llegaron a sacudir edificios altos en varias provincias, incluyendo la ciudad de Buenos Aires.

### Sismicidad
La sismicidad del área de Santiago del Estero es frecuente y de intensidad baja, y un silencio sísmico de terremotos medios a graves cada 40 años.
El 4 de julio de 1817 (207 años), sismo de 1817 de 7,0 Richter, con máximos daños reportados al centro y norte de la provincia, donde se desplomaron casas y se produjo agrietamiento del suelo, los temblores duraron alrededor de una semana. Se estimó una intensidad de VIII grados Mercalli. Hubo licuefacción con grandes cantidades de arena en las fisuras de hasta 1 m de ancho y más de 2 m de profundidad. En algunas de las casas sobre esas fisuras, el terreno quedó cubierto de más de 1 dm de arena.
Aunque la actividad geológica ocurre desde épocas prehistóricas, el sismo del 20 de marzo de 1861 (163 años) señaló un hito importante dentro de la historia de eventos sísmicos argentinos ya que fue el más fuerte registrado y documentado en el país. A partir del mismo la política de los sucesivos gobiernos provinciales y municipales han ido extremando cuidados y restringiendo los códigos de construcción. Pero solo con el terremoto de San Juan del 15 de enero de 1944 (81 años) los Estados provinciales tomaron real estado de la gravedad sísmica de la región.